# Karl Heinz Mai

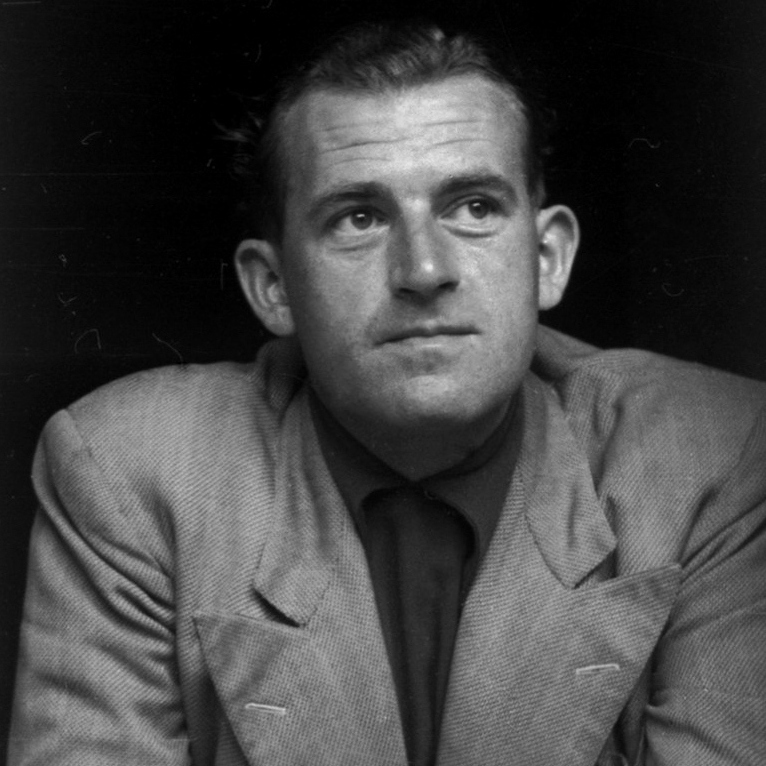
Karl Heinz Mai, Selbstporträt 1952

Karl Heinz Mai (* 28. Februar 1920 in Leipzig; † 9. Mai 1964 in Reinharz) war ein deutscher Fotograf. Karl Heinz Mai ist ein Chronist der Leipziger Nachkriegszeit.

## Leben
Karl Heinz Mai begann 1939 eine Ausbildung zum Kaufmannsgehilfen in der Maschinenfabrik Ernst Kirchner & Co. Nach wenigen Monaten wurde er 1940 zum Wehrdienst einberufen. 1941 erlitt er eine so schwere Verwundung, dass ihm beide Beine amputiert werden mussten. Nach mehreren Lazarettaufenthalten wurde er im Sommer 1943 entlassen und kehrte nach Leipzig in sein Elternhaus zurück. Eine Rückkehr in seinen alten Beruf war nicht möglich.
Beim schwersten Luftangriff auf Leipzig am 4. Dezember 1943 wurde das Haus der elterlichen Wohnung ausgebombt. Familie Mai fand Unterkunft im Erzgebirge in Niederwiesa und erlebte dort das Kriegsende. Sie kehrten nach dem Krieg im Jahr 1945 nach Leipzig zurück. Durch die Beschäftigung mit der Fotografie hatte Mai Teilhabe am gesellschaftlichen Leben, nahm Kontakte zu Kriegsheimkehrern, Trümmerfrauen, Kindern und Soldaten der Roten Armee auf und hielt sie in seinen Bildern fest.
Seine spätere Frau lernte er in der Katharinenstraße 10–12 kennen, wo er im Fotolabor Tempo Leipzig Fotoarbeiten ausführen ließ. 1949 heirateten sie und zogen in die Dantestraße in Möckern. Im selben Jahr wurde ihr einziger Sohn Karl Detlef Mai geboren. 
Karl Heinz Mai starb im Alter von 44 Jahren; Sein früher Tod wird mit seiner Kriegsverletzung in Verbindung gebracht. Die Grabstätte befindet sich auf dem Friedhof Leipzig-Möckern.

## Werk
Karl Heinz Mai interessierte sich bereits mit 18 Jahren für die Fotografie. Er war Autodidakt. Es sind Aufnahmen aus der Zeit seiner Grundausbildung, seines Kriegseinsatzes als Soldat und dem Leben in den besetzten Gebieten erhalten. Nach seiner Kriegsverletzung verstärkten sich seine fotografischen Aktivitäten. So fotografierte er die letzten Kriegstage in Niederwiesa. Sein Hauptwerk ist die Dokumentation des kriegszerstörten Leipzig und die Stadtentwicklung bis 1964. Dazu gehören Porträts und Aufnahmen von Alltagssituationen der Menschen dieser Zeit. Sie sind exemplarisch für die deutsche Nachkriegsgeschichte.
Mai arbeitete im Auftrag von Zeitungen, öffentlichen und kirchlichen Einrichtungen, vor allem aber im Selbstauftrag. Ab Mitte der 1950er Jahre führte er Auftragsarbeiten für das  Stadtgeschichtliche Museum Leipzig, das  Sächsische Landesamt für Denkmalpflege und das Leipziger Messeamt durch. Sein Archiv umfasst ca. 25.000 Aufnahmen aus einer Zeit, als fotografisches Material knapp war und alle Mittel für das tägliche Leben eingesetzt werden mussten.
In den 1980er Jahren verstärkte sich das öffentliche Interesse an Mais Arbeiten. Es folgten Personalausstellungen, Ausstellungsbeteiligungen sowie Publikationen. 2009 erschien ein vom Mitteldeutschen Rundfunk produzierter Dokumentarfilm über das Leben und Werk von Karl Heinz Mai. Der Nachlass wird von seinem Sohn Karl Detlef Mai verwaltet.

## Ausstellungen (Auswahl)
- 1980: Aller Anfang ist schwer, Galerie des künstlerischen Volksschaffens Leipzig, Barfußgäßchen, Kabinett für Kulturarbeit der Stadt Leipzig, April – Mai 1980
- 1983: Karl Heinz Mai, Dum Panu z Kunstatu, Kabinet Fotografie J. Funka, Brünn, April – Mai 1983
- 1983: Bomben auf Leipzig, Naturkundemuseum Leipzig, Leipzig, Dezember 1983 – Februar 1984
- 1985: Karl Heinz Mai – Die frühen Jahre, Galerie der Hochschule für Grafik und Buchkunst Leipzig, April – Mai 1985
- 1989: Bilder vom Beginnen, Staatliche Galerie Moritzburg, Halle (Saale)
- 1989: Kinderbilder, Galerie Augenblick, Leipzig, März 1989
- 1989: Erinnerungen, Galerie des Staatlichen Kunsthandels, Prerow, August 1989
- 1991: Anfangsjahre, Leipzig 1945–1950, Galerie Voller Ernst, Berlin, Juli – September 1991
- 1998: Perfekte Provisorien, Kunstkaufhaus, Leipzig, Juli – August 1998
- 1999: Frauen allein, Haus des Buches, Leipzig, Mai – Juni 1999
- 2015: Weihnachtliche Bilder, Foyer des Sächsischen Wirtschaftsarchives zu Leipzig, Dezember 2015 - Januar 2016
- 2018: Bilder vom Lande aus den 1950er Jahren, August – November 2018, Volkskundemuseum Wyhra, Kleine Galerie im Kuhstall
- 2019: Reporter auf drei Rädern, November 2019 – Februar 2020, Galerie im Oberlichtsaal der Stadtbibliothek Leipzig

## Publikationen (Auswahl)
- mit Diethart Kerbs, Karl Detlef Mai: Anfangsjahre: Leipzig 1945 bis 1950. Nishen-Verlag in Kreuzberg, Berlin 1986.
- mit Fritz Rudolf Fries: Porträt einer Zeit: 1945–1950 in Leipzig. Mitteldeutscher Verlag, Halle (Saale) 1990.
- mit Andreas Mai, Bernd-L. Lange: Reporter des Alltags: Leipzig in den Fotografien von Karl Heinz Mai - 1945 bis 1964. Pro Leipzig, Leipzig 2007.
- Leipziger Freiheit: 2010 – Leipzig in den 50er Jahren – Fotografien Karl Heinz Mai. Historischer Jahreskalender mit 13 Fotografien.
- mit Herbert Günther, Franziska Neubert: Wir Kinder von früher. Klett Kinderbuch, Leipzig 2011.
- mit Mark Lehmstedt: Reporter auf drei Rädern; Fotografien 1945–1964. Lehmstedt-Verlag, Leipzig 2019, ISBN 978-3-95797-095-4.

## Arbeiten in öffentlichen und privaten Sammlungen (Auswahl)
- Bundesarchiv[7]
- Fotothek Mai Leipzig
- Sächsisches Staatsarchiv
- Fotothek des Stadtgeschichtlichen Museums Leipzig
- Stadtarchiv Leipzig
- Berlinische Galerie[8]
- Kunstmuseum Moritzburg Halle (Saale)
- Kunsthalle der Sparkasse Leipzig
- Deutsche Fotothek Dresden
- Deutsches Historisches Museum Berlin
- Marburger Index
- Deutsche Digitale Bibliothek[9]
- Naturkundemuseum Leipzig

## Dokumentarfilm
- Arndt Ginzel: Perspektivwechsel. Das Erbe des Karl Heinz Mai. MDR, Erstsendung 2009, Dauer: 29:40 min.